# پل کاتلر
پل کاتلر (انگلیسی: Paul Cutler؛ زادهٔ ۱۸ ژوئن ۱۹۴۶) بازیکن فوتبال اهل بریتانیا است.
از باشگاه‌هایی که در آن بازی کرده‌است می‌توان به باشگاه فوتبال کریستال پالاس، باشگاه فوتبال تونبریج آنجلز، باشگاه فوتبال نانیتون تاون، باشگاه فوتبال رومفورد، و باشگاه فوتبال رامزگیت اشاره کرد.